# Bokutachi wa Benkyou ga Dekinai
Bokutachi wa Benkyou ga Dekinai (ぼくたちは勉強ができない, "Bokutachi wa Benkyō ga Dekinai", lit. Nós não podemos estudar) também conhecido no ocidente como We Never Learn, é um Mangá japonês, escrito e ilustrado por Taishi Tsutsui (筒井 大志), serializado na Weekly Shōnen Jump desde 06 de fevereiro de 2017 a 21 de dezembro de 2020.